# Dumpers Berliet

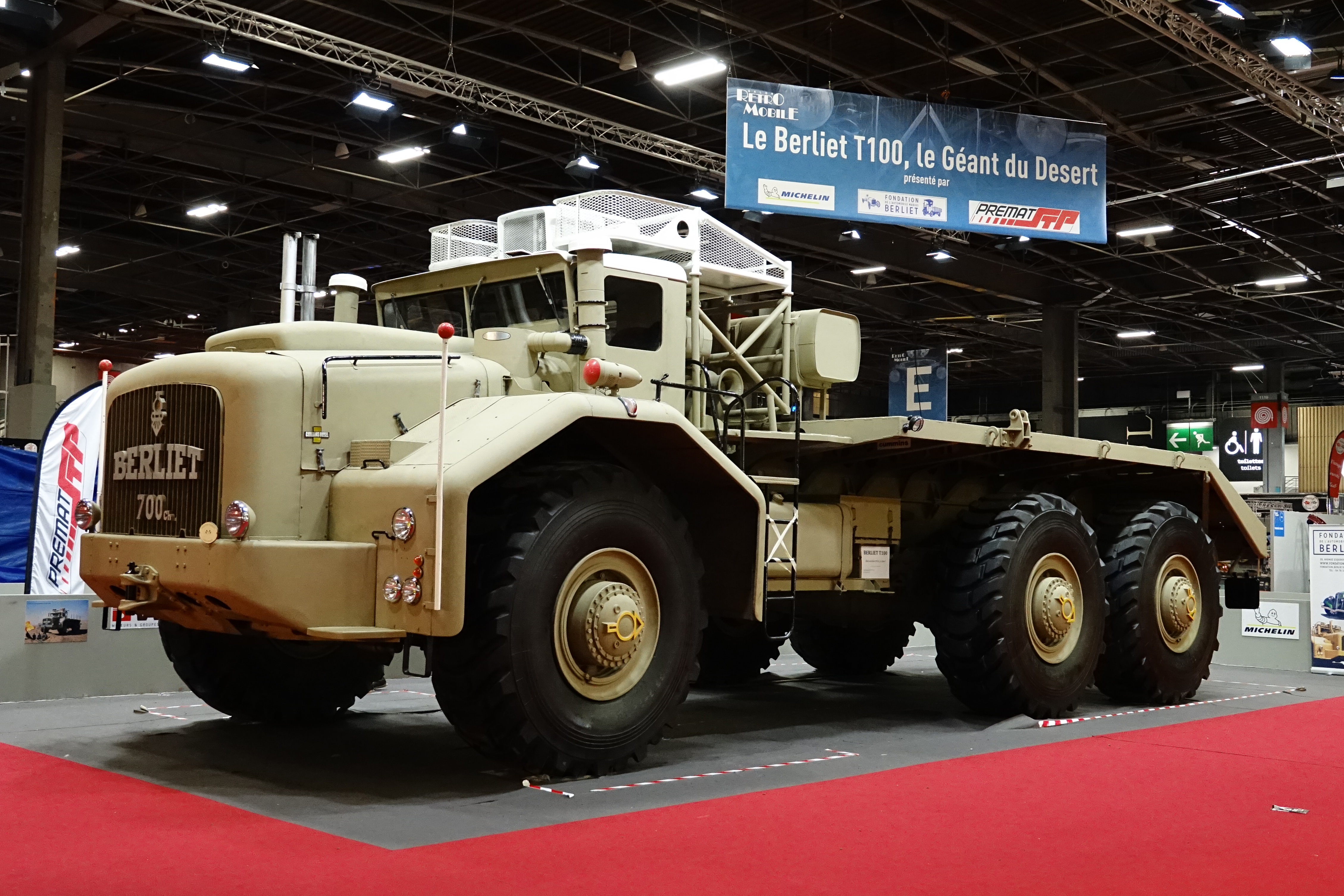
Un Berliet T100 à Rétromobile 2019

La gamme des dumpers Berliet se compose de quatre modèles : T25, T45, T65 et T100.
Le Berliet T100 a été lancé en octobre 1957. C'est un modèle de camion spécial hors route, spécialement fabriqué par Berliet pour l'exploitation du pétrole au Sahara algérien. D'un PTAC global de 100 tonnes, il dispose d'un moteur développant 700 ch. Il a été exposé en avant première au Salon de l'automobile de Paris. Cruel échec avec seulement quatre exemplaires construits, ce fut le plus grand camion du monde à l'époque. 

## Histoire
Après la seconde guerre mondiale, les travaux de reconstruction vont bon train en France et une ère nouvelle industrielle commence. Le besoin de matières premières augmente vite comme les matériaux de construction ce qui va entraîner une révolution dans la manière d'exploiter les carrières. Les excavateurs s'automatisent et les engins de transport se développent. Les petits camions traditionnels laissent la place à de gros engins bien connus aux États-Unis, les dumpers. Jusqu'à la fin des années 1950, les matériels américains Euclid et International Harvester régnaient en maîtres sur les marchés du vieux continent. En France, seul Willème a développé un véhicule comparable, dérivé de son porte char de 1939. Sa diffusion reste toutefois très limitée.
Berliet lance le GBO, un camion de chantier en version 6x4 qui accepte 18 à 20 tonnes de charge utile mais reste insuffisante pour les transports en carrière. Ces véhicules sont contraints par le code de la route français qui limite leur PTAC à 26 tonnes. Se servant de son T100, Berliet va engager son bureau d'études de Vénissieux à concevoir une gamme complète de dumpers en commençant par un modèle plus petit, le T50, qui serait décliné en 3 versions : 4x2 avec 25 tonnes de charge utile, 4x2 articulé avec 40 tonnes de CU et 6x4 rigide également de 40 tonnes de CU.
Les premiers essais font ressortir que la version articulée n'apporte aucun avantage par rapport à la version 6x4 et son coût de fabrication est beaucoup plus élevé. La version 6x4 présente des défauts majeurs comme une maniabilité très inférieure au 4x2 mais surtout une usure accélérée des pneumatiques engendrée par le ripage dans les virages. Paul Berliet doit se rendre à l'évidence, il lui faut adopter les mêmes solutions que les constructeurs américains, un véhicule porteur rigide spécial à deux essieux à forte capacité de charge.

## Les dumpers Berliet

### Le T50 renommé T25
C'est en 1958 que finalement l'étude du dumper Berliet T50 est lancée. Paul Berliet ne dispose que du moteur MDO 3S de 15 litres suralimenté mais qui ne développe que 300 ch SAE, à peine suffisant pour ce nouveau véhicule dont le PTAC est de 45/50 tonnes avec une largeur de 3,80 mètres. Le premier prototype est testé en 1959 et l'engin est renommé T25 afin de respecter l'usage qui veut que l'on annonce la charge utile et non pas le poids global. Proposé en série avec une boîte Berliet à 5 rapports plus multiplicateur, face aux réticences des clients potentiels lors de son lancement commercial en décembre 1960, Berliet décide de monter une boîte automatique Allison en option dès le début d'année 1961, ce qui a pour conséquence d'augmenter la vitesse maximale de 50,0 à 58,1 km/h.
Le premier client sera l'Union minière du Haut Katanga au Congo-Kinshasa qui commandera 2 exemplaires livrés en mai 1961. À la suite des demandes d'autres clients, Berliet propose en option un moteur Cummins NT 335 de 14 litres développant 335 chevaux. Au total, 22 exemplaires seront fabriqués.

### Les dérivés du T25: T18, T22 & T30
En 1963, le T25 est secondé par un modèle un peu plus petit, le T18 qui sera rapidement renommé T22. Entre 1963 et 1974, la date d'arrêt de fabrication des dumpers, Berliet aura produit 75 exemplaires de la famille T18/T22.
En 1965, le T25 devient T30. Cette gamme T25/T30 connaîtra le plus grand succès commercial de la marque avec 325 exemplaires fabriqués en 14 ans, jusqu'en 1974.

### Le T45
Le T45 est un dumper avec un PTAC de 84,5 tonnes pour une charge utile de 45 tonnes. Commercialisé à partir de décembre 1964, il sera fabriqué à 105 exemplaires jusqu'en 1972.

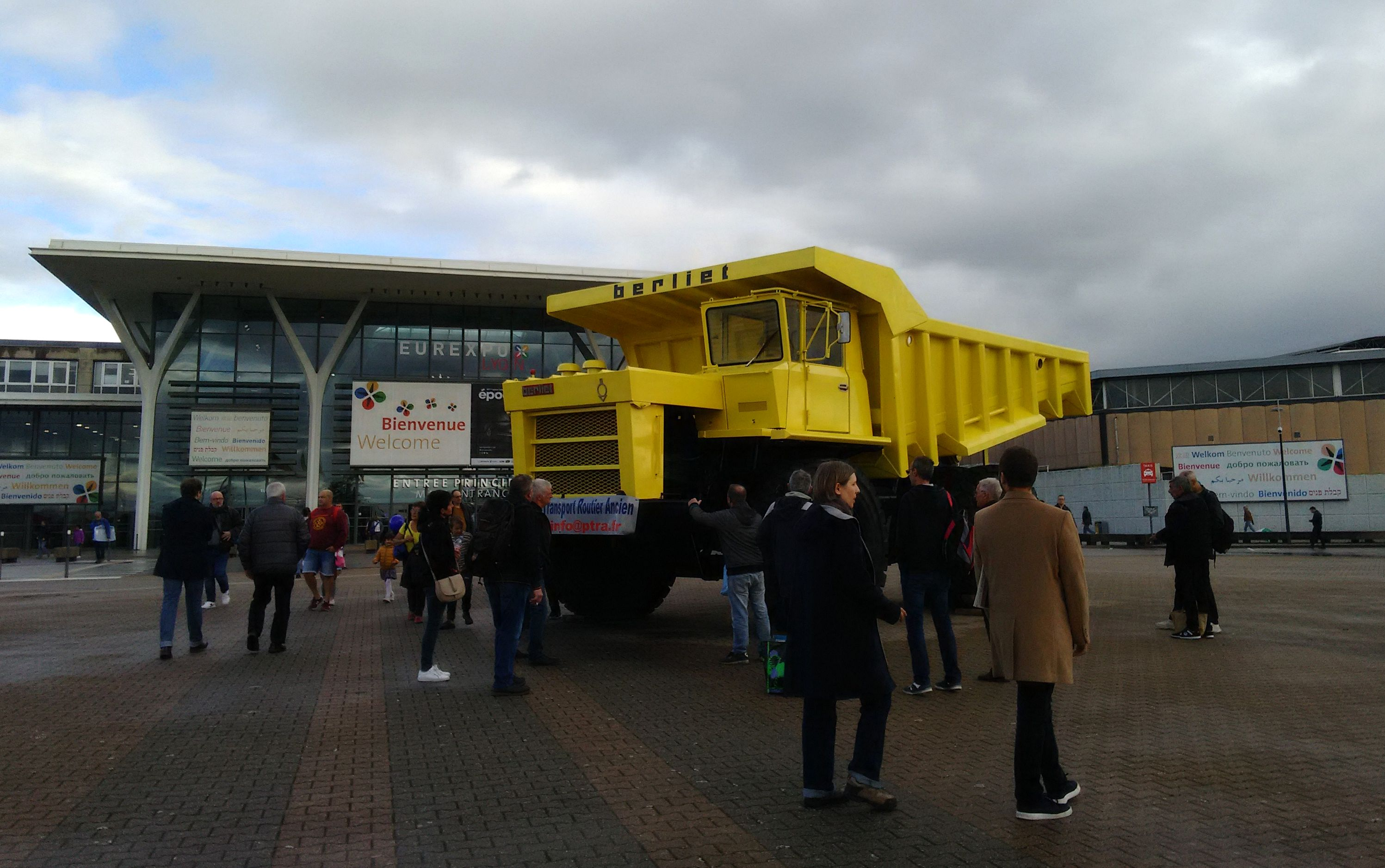
Berliet T45 sur le parvis d'Eurexpo lors du salon Époqu'Auto 2022
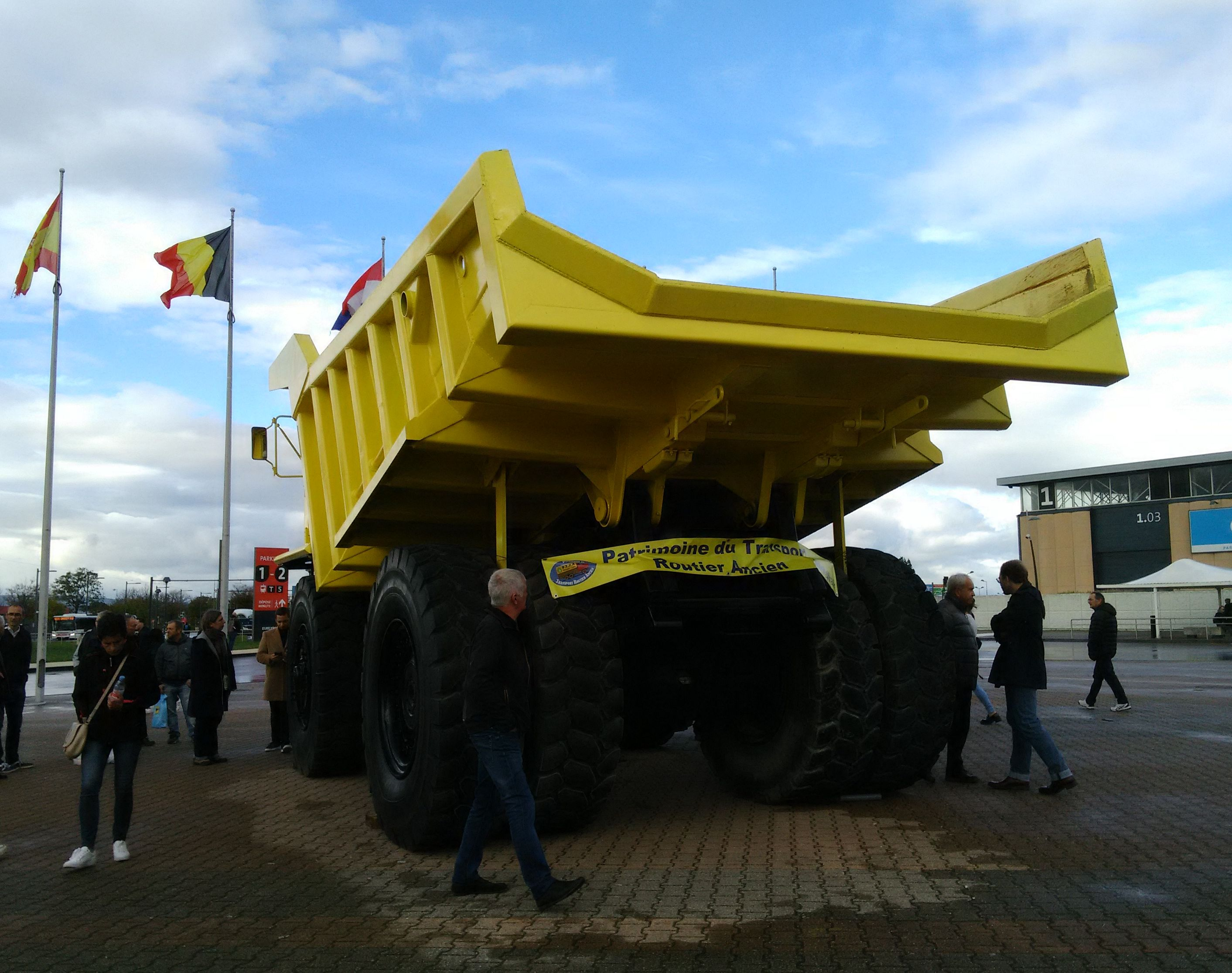
Berliet T45 sur le parvis d'Eurexpo lors du salon Époqu'Auto 2022
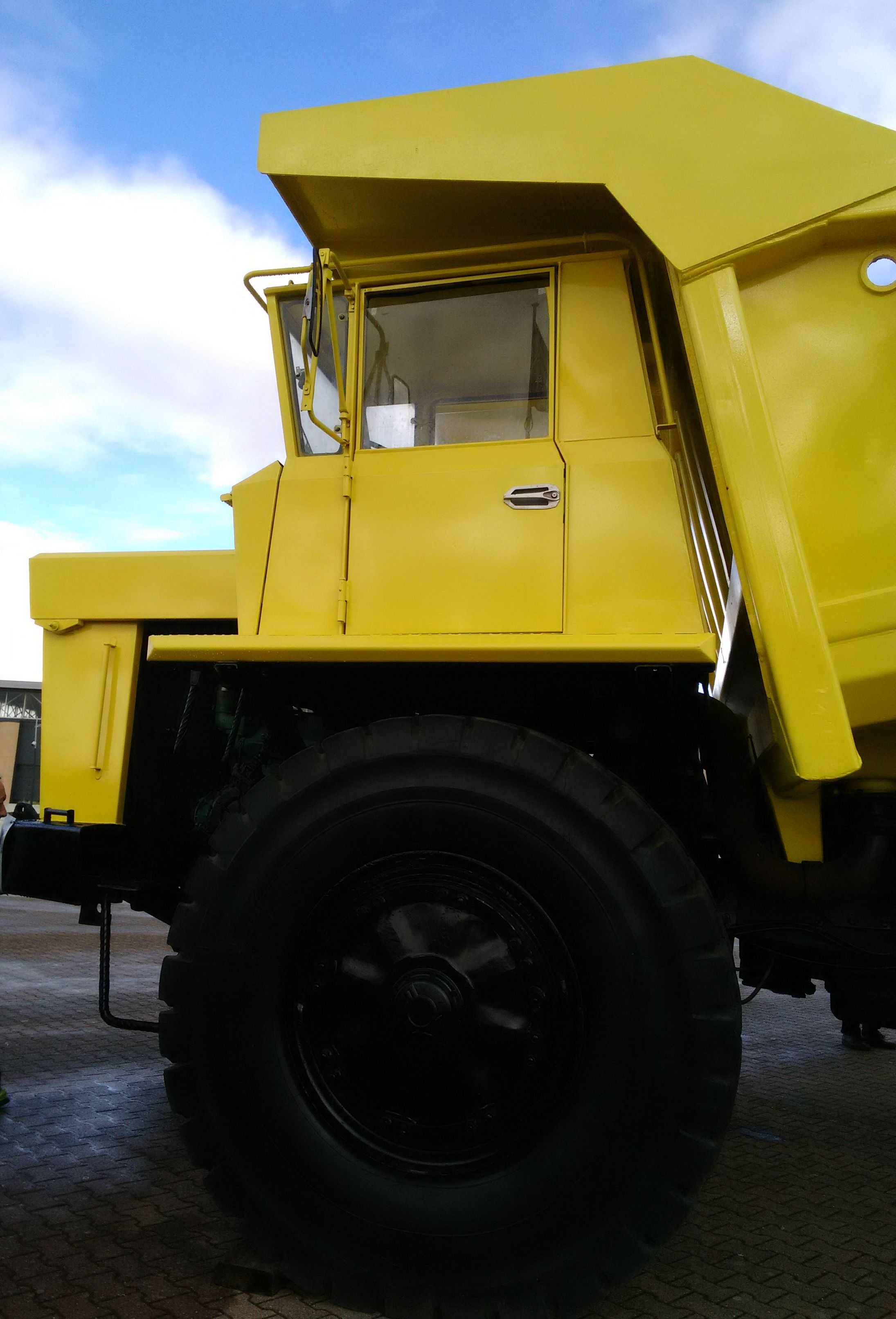
Berliet T45 sur le parvis d'Eurexpo lors du salon Époqu'Auto 2022

En 1970, une société russe commande à Berliet 30 exemplaires d'une variante du T45, baptisée T60 GF avec GF pour grand froid.

### Le T65
Ce modèle est resté au stade du prototype. Disposant d'un PTAC théorique de 112 tonnes, il n'a jamais été commercialisé.

### Le TX 40 articulé
Le TX 40 a eu une histoire peu banale. Ce véhicule a été réalisé en 1964 grâce à l'Institut Battelle de Genève, il dispose d'un concept novateur avec sa transmission électrique. Les constructeurs américains ont tout fait pour bloquer le prototype, qui est resté un exemplaire unique alors que Paul Berliet a très longtemps attendu le moment propice pour le lancer en production. Après le rachat du constructeur en 1974, Renault fit détruire le prototype. 
La gamme des dumpers Berliet n'aura pas connu de succès avec seulement 539 engins. De plus, nombreux ont été les clients qui ont conditionné leur commande à l'obtention de moteurs américains Cummins ou GM avec des boîtes Allison.